# Sala posa

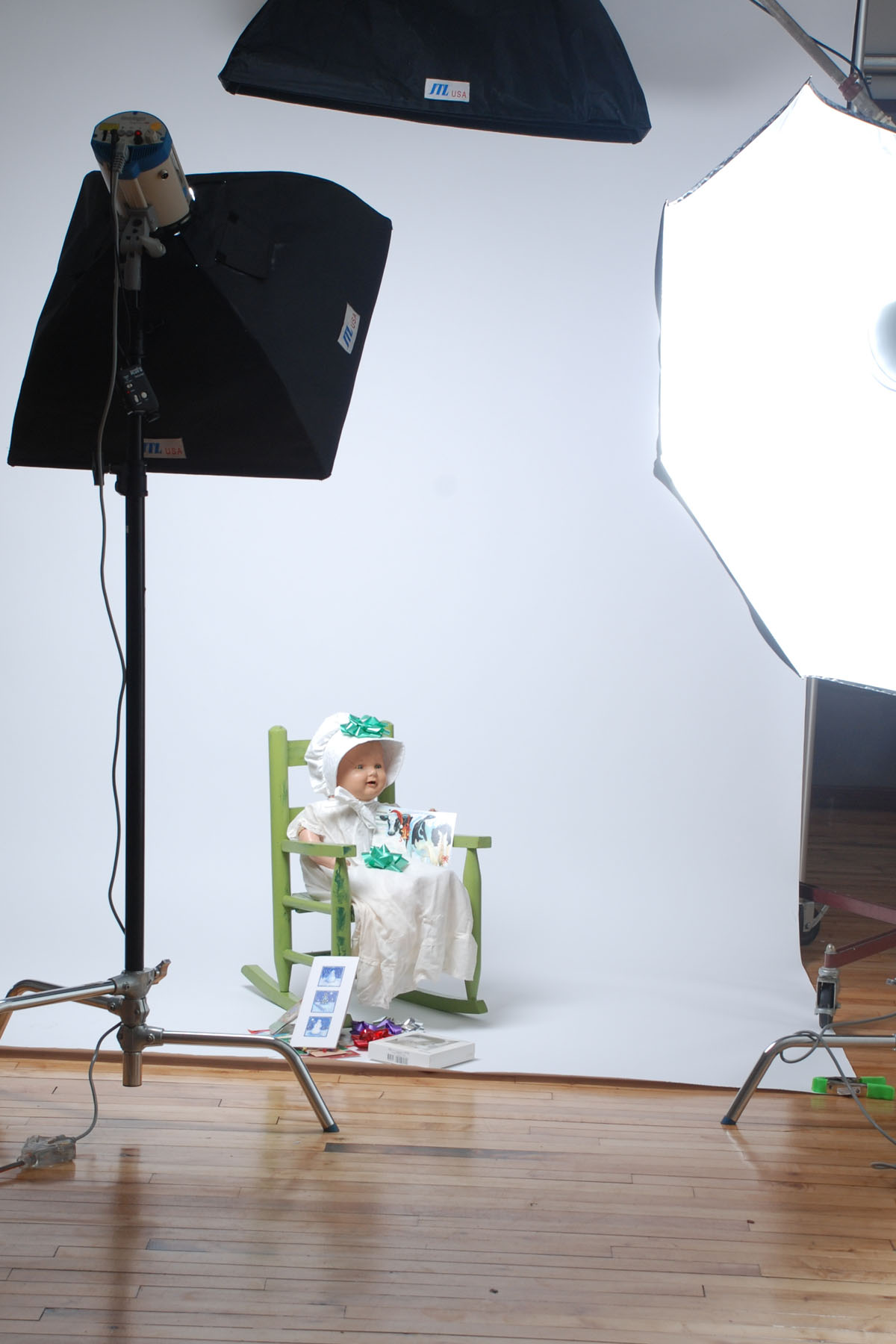
Una sala di posa con fondale e luci.

La sala posa, o sala di posa, è la parte di studio fotografico appositamente attrezzata per le riprese.
Una sala posa deve essere dotata di almeno un'area di dimensioni adeguate per il soggetto da fotografare, con fondali, luci, ed eventuali altre attrezzature, ed un'area di scatto dove il fotografo avrà libertà di movimento per fotografare il soggetto.